# Audenge
Audenge – miejscowość i gmina we Francji, w regionie Nowa Akwitania, w departamencie Żyronda.
Według danych na rok 1990 gminę zamieszkiwało 2981 osób, a gęstość zaludnienia wynosiła 36 osób/km² (wśród 2290 gmin Akwitanii Audenge plasuje się na 143. miejscu pod względem liczby ludności, natomiast pod względem powierzchni na miejscu 48.).